# Vima Mică
Vima Mică is een Roemeense gemeente in het district Maramureș.

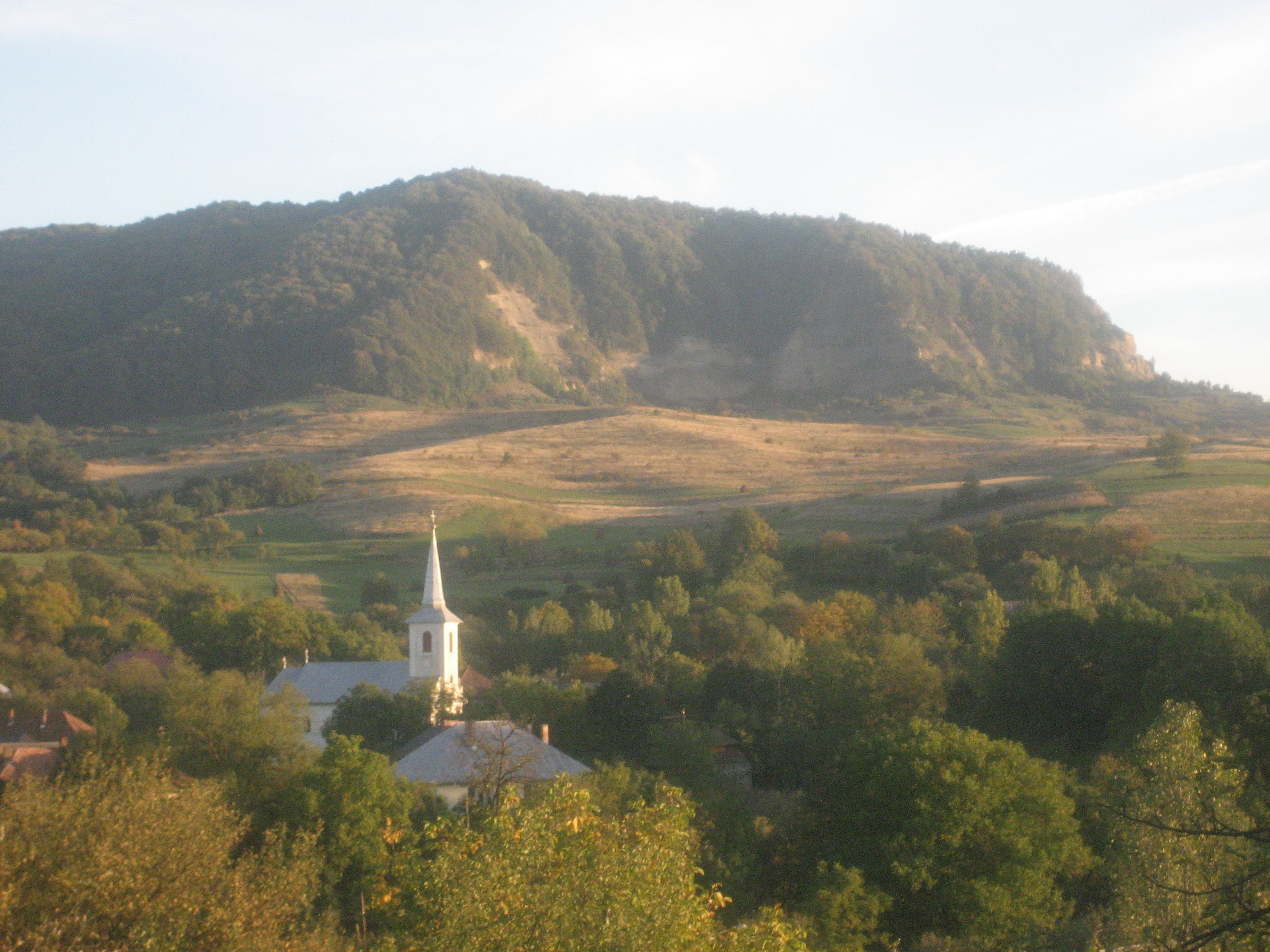
Vima Mică

Vima Mică telt 1499 inwoners.